# الشطرنج بأربعة لاعبين
المعروف أيضًا باسم الشطرنج الرباعي أو رباعي الاتجاهات
هي عائلة من متغيرات الشطرنج مصممة ليلعب بها أربعة لاعبين، على لوحة خاصة على شكل مربع أبعاده 8 × 8 مع 3 صفوف إضافية يتكون كل منها من 8 خلايا تمتد على كل جانب، كما تحتوي على أربعة جيوش شطرنج مختلفة في اللون، ويتبع الشطرنج بأربعة لاعبين نفس القواعد الأساسية للشطرنج العادي. هناك العديد من الأختلافات بين نسخ هذه اللعبة؛ ومع ذلك، فإن معظمها تستعمل نفس اللوحة والقطع.
يمكن أن تلعب هذه اللعبة في فرق كل لاعبان في فريق، وكما يمكن أن تلعب بشكل فردي، وكما هو الحال في الشطرنج القياسي، تبدأ لعبة الشطرنج المكونة من أربعة لاعبين بالتحصينات، ولكن سرعان ما يبدأ اللاعبون في أخذ قطع بعضهم، حيث يهاجم كل من الخصوم الثلاثة اللاعب ويهددون بأخذ قطعه. لذلك فإن اختيار الحلفاء والخصوم يعد امرًا مهمًا. وفي النهاية، سيتعين على الاعبين في نفس الفريق قتال بعضهما البعض حيث يمكن للاعب واحد فقط الفوز في اللعبة.

## التاريخ
تؤكد نظرية Cox-Forbes حول أصل الشطرنج، على الرغم من فشلها، أن الإصدار المكون من أربعة لاعبين كان أصل اللعبة. حيث عثر على وصف لعبة الشطرنج لأربعة لاعبين في نص هندي مكتوب عام 1500 م. يصف Tithitattva of Raghunandana مثل هذه النسخة، والتي استمرت حتى القرن العشرين.
أول مثال موثق لنظام شطرنج حديث مكون من أربعة لاعبين كتبه الكابتن جورج هوب فيرني في إنجلترا عام 1881.

## أنواع اللعبة

### وضع الفريق
أكثر أشكال اللعب شيوعًا فريقان مكونان من لاعبين بحيث لا تستطيع القطع المتحالفة القضاء على بعضها البعض، ولكنها تساعد بعضها في الدفاع والهجوم. يجلس اللاعبان المتحالفان مقابل بعضهما البعض، ويتساعدان في مهاجمة قطع اللاعبين الذين يجلسان على يمينهما ويسارهما، وتنتهي اللعبة عندما ينفذ كش مات لملكين متحالفين، في آن واحد، وإذا لم يكن هذا ممكنًا، فستعد اللعبة قد انتهت بالتعادل.

### الوضع الفردي
وهو أصعب بكثير من اللعب الجماعي، وفي هذا الوضع، يمكن لكل لاعب مهاجمة أي من اللاعبين الثلاثة الآخرين بحرية، والعكس صحيح، وإذا وُضِع اللاعب في وضعية كش ملك مات، يجب عليه أن يزيل قطعه من اللوحة، أو يمكن للاعب الذي قام بتنفيذ الكش ملك مات استخدام القطع المتبقية لصالحه، أثناء دور ذلك اللاعب، وتنتهي اللعبة إذا تبقى لاعب واحد فقط.

## قواعد اللعبة العامة
- لا يمكن للاعبين تحريك قطع الشطرنج الخاصة بخصومهم.
- إذا وُضِع ملك اللاعب تحت التهديد، فيجب على هذا اللاعب الانتظار حتى دوره المحدد قبل أن يتمكن هذا اللاعب من الرد على التهديد، ومع ذلك، أما في حالة قيام نقلة لللاعب بوضع ملك الخصم تحت التهديد على يد خصم آخر (على سبيل المثال، عن طريق تحريك الحصان لجعل ملك الخصم مهددا بقلعة لاعب آخر)، فإن معظم الأختلافات، تمنع المهاجم من الاستيلاء على الملك حتى تتاح للمدافع فرصة التعامل مع التهديد، بينما تحظر الانواع الآخرى التحركات التي من شأنها أن تتسبب في أن يكون أحد الخصوم قيد التهديد على يد خصم آخر. تهدف هذه القيود إلى تثبيط التواطؤ بين اللاعبين، كما هو موضح بالتفصيل أدناه.
- تتحرك البيادق للأمام فقط، ما لم تهاجم بطريقة مائلة للأمام.
- في حالة وصول البيدق إلى صف الملك إلى اليسار أو اليمين أو الجانب الآخر مباشرة، فإن هذا البيدق سيحصل على جميع امتيازات البيدق الذي يصل إلى صف الملك أثناء لعبة الشطرنج التقليدية (أي الترقية إلى الوزير (الأكثر شيوعًا)، القلعة، فيل أو حصان).
- يتحرك الحصان بشكل حرف L بكل الأتجاهات ويستطيع القفز فوق القطع الأخرى.
- يتحرك الفيل بشكل قطري لأي عدد من المربعات ولا يستطيع القفز من فوق القطع.
- تتحرك القلعة عموديا وأفقيا لأي عدد من المربعات ولا يمكنها القفز من فوق القطع.
- يتحرك الوزير لأي عدد من المربعات أفقيا أو عموديا أو قطريا ولا يمكنه القفز من فوق القطع.
- إنه أمر قانوني، ولكن لا ينبغي الإبلاغ عنه، أن يتعاون اثنان أو أكثر من اللاعبين.